# Ernest Denis

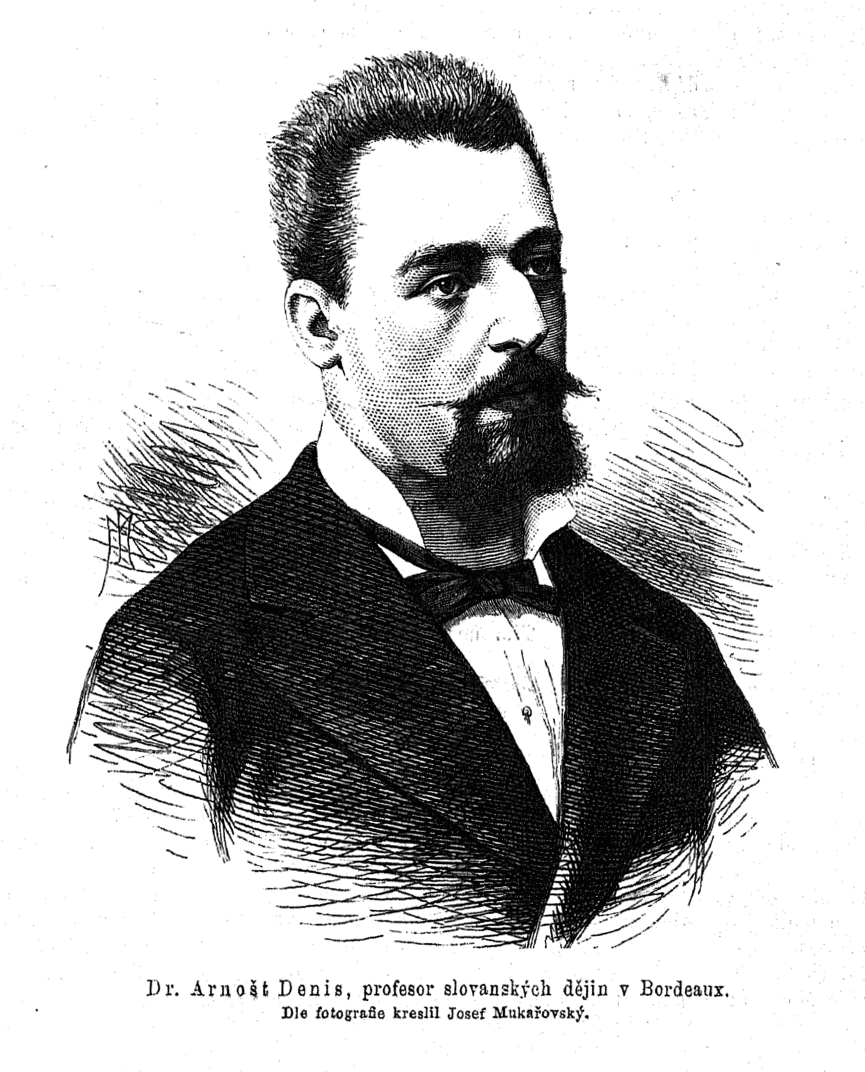
Portrét Ernesta Denise od Josefa Mukařovského z roku 1880

Ernest Denis, počeštěně též Arnošt Denis (3. ledna 1849 Nîmes – 4. ledna 1921 Paříž), byl francouzský historik, politik, slavista a především bohemista, profesor na univerzitách v Bordeaux a na pařížské Sorboně. Je autorem mnoha děl o politických a kulturních dějinách Čechů, ale i dalších slovanských národů. Čechy považoval za kulturně i politicky nejvyspělejší, proto jim přisuzoval i vůdčí roli v boji slovanských národů střední a jižní Evropy za samostatnost. Byl přesvědčen o nezbytnosti získání samostatnosti pro český národ a vytrvalým bojovníkem za jeho práva. Založil a redigoval revue La Nation Tchèque („Český národ“). Svou neúnavnou činností, politickým a společenským vlivem se významně zasloužil o vytvoření Československa. Jakkoli jiné národnosti, je Ernest Denis postavou, kterou je nezbytné zařadit mezi nejvýznamnější osobnosti českých moderních dějin.
I přes svoji náklonnost k českým zemím zůstal Ernest Denis Francouzem hluboce poznamenaným porážkou v prusko-francouzské válce let 1870–1871 a angažovaným antiklerikálním republikánem. Mnohé jeho názory odrážejí vzrušenou atmosféru francouzské společnosti přelomu 19. a 20. století. Příčinu třicetileté války viděl hlavně v jezuitském komplotu. A ten se snažil odhalit a pohanět s o to větší vervou, že právě v době, kdy o českých dějinách intenzivně přemýšlel, se ve Francii rozhořel ostrý konflikt mezi církví a antiklerikály. Denis však jakožto angažovaný badatel do sebe nasál mnoho z bouřlivé atmosféry epochy Fin de siècle. Nikdy neskrýval svoji antipruskou a republikánskou orientaci. Myšlením a metodami však zůstal francouzským historikem své doby a vyhraněného politického smýšlení. V českých dějinách hledal souzvuky s historií své vlasti, což ho činí jedinečným.

## Život

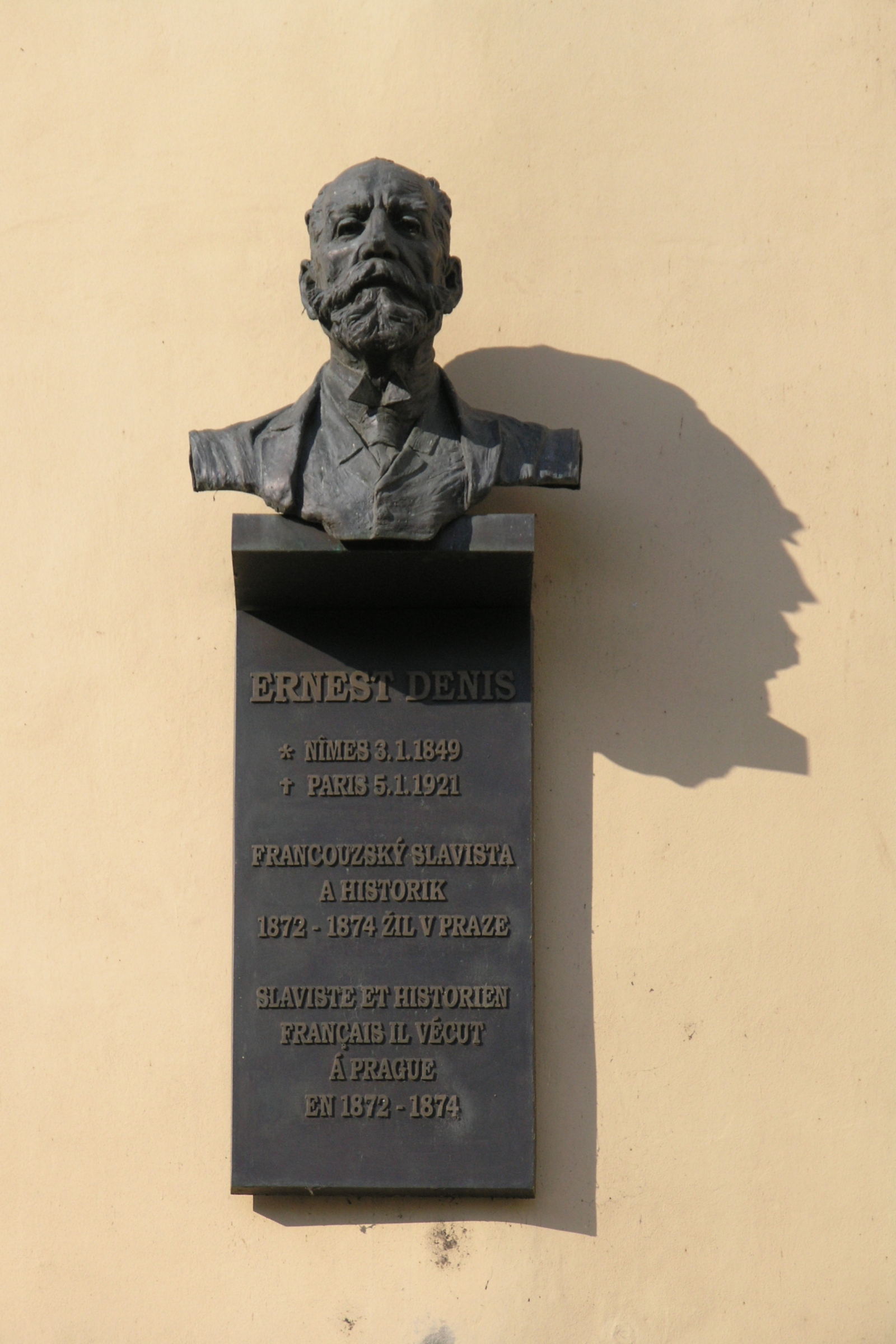
Busta a pamětní deska Ernesta Denise na Malostranském náměstí v Praze

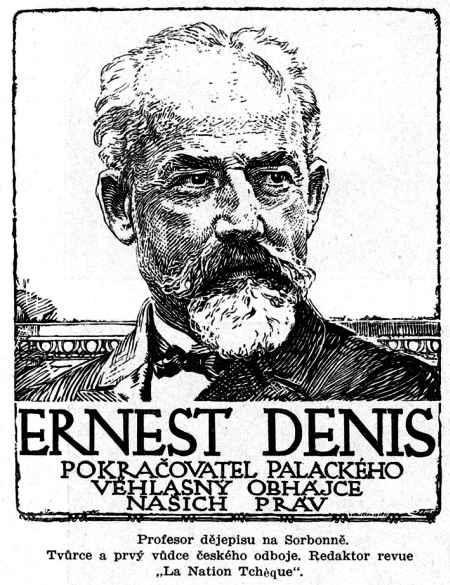
Profesor Ernest Denis

Ernest Denis se narodil v Nîmes (departement Gard), ve staré protestantské rodině. V roce 1870 se během svých studií historie v Paříži aktivně účastnil obrany obleženého města během prusko-francouzské války, která byla ukončena drtivou porážkou Francie u Sedanu. Tehdy se ve Francii stal velmi slavným manifest českých poslanců říšské rady z 8. prosince téhož roku, kterým protestovali „ve jménu humanity proti násilí, konaném na Francii, heroickém národu, který má právo na svou hrdost“ a žádali císaře Františka Josefa I., aby se zasadil u svých spojenců o ukončení teroru na Prusy obsazeném území. Toto v té době zcela výjimečné gesto, učiněné navíc představiteli národa, který sám postrádal svobodu, na Denise velmi zapůsobilo a bylo nejspíše i prvním impulsem pro jeho další profesionální zaměření.
V roce 1872 Denis, coby čerstvý profesor historie, uskutečnil svoji první návštěvu Čech, kde strávil plné dva roky. Na základě své práce o Janu Husovi, sepsané v té době, získává posléze titul doktora věd. Během svého pobytu intenzivně studuje český jazyk, který se mu stává klíčem k ostatním slovanským jazykům. Po svém návratu do Francie se věnuje výuce historie a v listopadu 1878 je jmenován vysokoškolským učitelem na fakultě v Bordeaux, kde se postupně specializuje na slovanská historická témata a získává velké množství žáků. Na konci roku 1881 opouští Bordeaux a přechází do Grenoblu. Stává se čelním reprezentantem slavistiky a snaží se prostřednictvím váhy své osobnosti ovlivňovat osobnosti francouzské politiky, zdůrazňuje zahraničně-politickou orientaci na podporu zájmů slovanských národů, a to především těch, které v té době nedisponují samostatností. V letech 1885–1898 také uskutečňuje mnoho cest do Čech, na Moravu, do Polska, Ruska a Německa.
V roce 1896 získává místo vedoucího katedry soudobé historie na pařížské Sorbonně. Stává se významnou osobností stojící v centru literárního a vědeckého prostředí tehdejší Francie s výrazným politickým vlivem. Ve své práci se zaměřuje především na českou historii a národnostní a politické problémy našeho národa. Zakládá a rediguje v té době slavnou revue „La Nation Tchéque“.
Byl přesvědčeným republikánem, vizionářem nevyhnutelnosti národního probuzení ve střední Evropě a neúnavným propagátorem veškerého slovanského odporu, kde přisuzoval zásadní úlohu Čechům, kteří mu byli kulturou i jazykem nejbližší.
V rozmezí od 1. do 6. července 1915 uskutečnil celou řadu vystoupení k 500. výročí Husova upálení; již 1. 7. zveřejnil v „La Nation Tchéque“ rozsáhlou úvahu o našem kostnickém mistru, 4. července se podílel na Masarykově přednášce v Curychu a 6. července s ním přednášel v Reformačním sále v Ženevě. 
Rok 1918 potvrdil jeho historickou vizi a korunoval jeho úsilí, vedené dlouho společně s pozdějšími čelnými představiteli novodobého českého státu Tomášem G. Masarykem a Edvardem Benešem. Výsledky jeho úsilí se projevují i v navázání velmi přátelských vztahů mezi Československem a Francií, spojených kromě jiného i významnou francouzskou pomocí při budování armády nového státu. Jeho zásluhou vzniká na Sorboně katedra slavistiky, historie slovanských národů a „Historie československého státu“. Katedra posléze získává název „Katedra Ernesta Denise“. Prof. Denis zakládá též „Nadaci Československé republiky“ (Fondation de la République Tchécoslovaque). Kromě toho zakládá na jeho popud francouzská vláda „Národní školu východních jazyků“ (l'École Nationale des langues orientales) s katedrou jazyka českého.
V roce 1920 navštívil Československo, kde se mu po právu dostalo triumfálního uvítání. Plánoval i další návrat, ten mu však překazila zákeřná nemoc, jež ukončila jeho život 4. ledna 1921.

## Památky
- Ernest Denis je zakladatelem Francouzského institutu v Praze, který je dodnes spojován s jeho jménem.
- Železniční nádraží Praha–Těšnov bylo v roce 1919 pojmenováno Denisovo nádraží.
- Denisovy sady v Brně byly přejmenovány roku 1919; dosavadní městský park Františkov byl prvním veřejným parkem na Moravě. Od roku 1958 jsou sady prohlášeny za kulturní památku.
- Pomník Ernesta Denise v Praze, dílo sochaře Karla Dvořáka, byl odhalen 27. října 1928 na dolním Malostranském náměstí v Praze. V noci z 20. na 21. dubna 1940 jej němečtí okupanti odstranili a zničili.[2] V Muzeu hl. m. Prahy se dochoval jeho model. Při oslavách 80. výročí Denisova úmrtí se uvažovalo o jeho znovupostavení, obrovské měřítko pomníku a umělecká kvalita díla nebyly shledány vyhovujícími.
- Busta a pamětní deska Ernesta Denise, jejímiž autory jsou akademický sochař Petr Roztočil a Ing. arch. Mikoláš Vavřín, byla v Praze odhalena 31. října 2003 u původního místa pomníku, na fasádě domu „Bílý Orel“ na Malostranském náměstí č. 27.
- Denisovo nábřeží v Plzni se nachází u řeky Radbuzy.
- Denisova ulice je v Jičíně, Jindřichově Hradci, Klatovech, Olomouci, Přerově, Teplicích, Vysokém Mýtě a v Žatci.
- Denisova cesta je turistická cesta vedoucí z Jičína do Prachovských skal.
- Pomník Ernesta Denise v rodném městě Nîmes má reliéf dívčích postav Francie (vlevo ve frygické čapce revolucionářů) a Slovanky (s lipovou ratolestí v ruce).
- Mramorovou pamětní desku Ernesta Denise vytvořil v Paříži sochař Jaroslav Hruška.[3]
- V Hradci Králové bylo po Denisovi pojmenováno Denisovo náměstí.

## Citát
| „ | „Česká historie nás učí, že není nezbytně nutné se navzájem vyvražďovat, tak jak se to dělo právě zde. Hlubším poznáním lze snadno dojít k prostému faktu, že tužby lidí jsou v podstatě shodné, jsou však vyjadřovány prostřednictvím odlišné symboliky a někdy za ni zaměňovány.“[zdroj?] | “ |

## Dílo

### Spisy
- Hus et la guerre des hussites (Hus a husitství), 1878
- Origines de l'Unité des Frères bohêmes (Počátky jednoty českobratrské), 1885
- Georges de Podebrad (Jiří z Poděbrad)
- La Bohême pendant la seconde moitié du XV siècle (Čechy ve druhé polovině 15. století), 1885
- Etablissement de la dynastie Autrichienne en Bohême (Postavení rakouské dynastie v Čechách), 1889
- Fin de l'indépendance bohême (Konec samostatnosti české), 1890
- La France à Moscou (Francie u Moskvy), 1891
- L'histoire générale du XIVe siècle à nos jours (Všeobecná historie od 14. století do našich dnů) kolektivní čtyřsvazkové d dílo, 1891–1894
- L'Allemagne 1789–1810 (Německo 1789–1710), 1896
- L'Allemagne 1810–1852 (Německo 1810–1852), 1898
- La Confédération germanique (Germánská konfederace), 1898
- Mémoires et essais sur Palacky (Vzpomínky a eseje o Palackém), 1898
- La Bohême depuis la montagne blanche (Čechy po Bílé hoře), 1903
- Qui a voulu la guerre ? (Kdo si přál válku?), ve spolupráci s profesorem Durkheimem, 1914
- La guerre. Causes immédiates et lointaines. L'intoxication d'un peuple (Válka – Aktuální a historické příčiny. Intoxikace národa), 1915
- Les Slovaques (Slováci), 1917
- La grande Serbie (Velké Srbsko), 1918
- L'Allemagne et la paix (Německo a mír), 1918

### České překlady
- DENIS, Ernest. Konec samostatnosti české. Díl 1. Jiří z Poděbrad. Jagielovci. Překlad Jindřich Vančura. 3. přehlédnuté vyd. Praha: Šolc a Šimáček, [1921?]. 469 s. Dostupné online (archive.org)
- DENIS, Ernest. Konec samostatnosti české. Díl 2. První Habsburkové, Defenestrace pražská. Překlad Jindřich Vančura. 3. přehlédnuté vyd. Praha: Šolc a Šimáček, [1921?]. 624 s. Dostupné online (archiv.org)
- DENIS, Ernest. Konec samostatnosti české. Díl 1, Kniha 1.- 2. Jiří Poděbradský. Konec doby husitské. Jagielovci. Překlad Jindřich Vančura. 4.přehlédnuté vyd. Praha: Šolc a Šimáček, 1932. 30, 301 s. Dostupné online.
- DENIS, Ernest. Konec samostatnosti české. Díl 2, Kniha 1.- 3. Ferdinand I. Počátky reakce katolické. Povstání. Překlad Jindřich Vančura. 4.vyd. Praha: Šolc a Šimáček, 1932. 435 s. Dostupné online.
- DENIS, Ernest. Konec samostatnosti české [online]. http://texty.citanka.cz/ [cit. 2016-08-14]. Dostupné online.
- DENIS, Ernest. Čechy po Bílé hoře. 1. díl. Vítězství církve. Centralism. Překlad Jindřich Vančura. 1. vyd. Praha: Bursík & Kohout, 1904. 633 s. [Od Bílé hory do konce panování Leopolda II.] Dostupné online (archive.org)
- DENIS, Ernest. Čechy po Bílé hoře. Díl I. Kniha I., Vítězství církve. Překlad Jindřich Vančura. 4. přehlédnuté vyd. Praha: Šolc a Šimáček, 1931. 245 s. Dostupné online.
- DENIS, Ernest. Čechy po Bílé hoře. Díl I. Kniha II., Absolutism katolický. Překlad Jindřich Vančura. 4. přehlédnuté vyd. Praha: Šolc a Šimáček, 1931. 199 s. Dostupné online.
- DENIS, Ernest. Čechy po Bílé hoře. Díl I. Kniha III., Osvícený despotism. Překlad Jindřich Vančura. 4. přehlédnuté vyd. Praha: Šolc a Šimáček, 1931. 198 s. Dostupné online.
- DENIS, Ernest. Čechy po Bílé hoře. Díl II. Kniha I., Probuzení. Překlad Jindřich Vančura. 4., přehlédnuté vyd. Praha: Šolc a Šimáček, 1931. 198 s. Dostupné online.
- DENIS, Ernest. Čechy po Bílé hoře. Díl II. Kniha II., Revoluce a reakce. Překlad Jindřich Vančura. 4., přehlédnuté vyd. Praha: Šolc a Šimáček, 1931. 161 s. Dostupné online.
- DENIS, Ernest. Čechy po Bílé hoře. Díl II. Kniha III., K federalismu. Překlad Jindřich Vančura. 4., přehlédnuté vyd. Praha: Šolc a Šimáček, 1931. 289 s. Dostupné online.
- DENIS, Ernest. Válka: příčiny bezprostřední a vzdálené, otrávení národa, smlouva. Překlad Jindřich Vančura. V Praze: Šolc a Šimáček, 1931. 416 s. Dostupné online.
- DENIS, Ernest. V boji. Díl 1: sbírka článků, řečí a posudků Arnošta Denise v době války světové. Překlad Jindřich Vančura. V Praze: Státní nakladatelství, 1923. 252 s. Dostupné online.
- DENIS, Ernest. V boji: Sbírka článků, řečí a posudků prof. Arnošta Denise v době války světové. Díl 2. Překlad Jindřich Vančura. Praha: Státní nakladatelství, 1923. 207 s.
- DENIS, Ernest. V boji: Sbírka článků, řečí a posudků prof. Arnošta Denise v době války světové. Díl 3., část prvá. Překlad Jindřich Vančura. Praha: Státní nakladatelství, 1923. 271 s.
- DENIS, Ernest. V boji: sbírka článků, řečí a posudků prof. Arnošta Denise v době války světové. Díl 3., Část druhá. Překlad Jindřich Vančura. V Praze: Státní nakladatelství, 1923. 375 s.
- DENIS, Ernest. Německo a mír: Pokračování spisu "V boji". Praha: Pražská akc. tiskárna, 1928. 216 s.
- DENIS, Ernest. Články a úvahy z La nation theque. Praha: Šolc a Šimáček, [1921]. 101 s. Dostupné online.
- DENIS, Ernest. Velké Srbsko. Vyd. spisovatelem i nakladatelem autoriz. Praha: Šolc a Šimáček, 1920. 336 s.
- DENIS, Ernest. Otázka rakouská. Slováci. Překlad Jindřich Vančura. Praha: Šimáček, 1919. 268 s. Dostupné online.
- DENIS, Ernest. Jednota českobratrská. V Praze: Pelcl, 1911. 40 s. Dostupné online.
- DENIS, Ernest. První president republiky československé Masaryk. Překlad Jindřich Vančura. Praha: Šimáček, [1919]. 20 s. Dostupné online.